# NANO Антивірус
«NANO Антивірус» (англ. NANO Antivirus) — російська антивірусна програма, призначена для захисту комп'ютера від всіх видів шкідливого програмного забезпечення: вірусів, троянських програм, черв'яків і інших небезпечних програм. Розробляється компанією «НАНО Сек'юріті».

## Опис
Розробники позиціонують NANO Антивірус як високотехнологічний продукт, що гарантує надійний захист комп'ютера від будь-яких видів вірусів, троянських програм, черв'яків і іншого шкідливого програмного забезпечення, а також безпечну роботу в мережі Інтернет.
Антивірус передбачає підтримку розкладу, тобто виконання сканування системи і оновлення у встановлений проміжок часу. Такі завдання дозволяють автоматизувати конкретні дії для надання максимального захисту даних. NANO Антивірус проводить повне сканування системи, переносного носія інформації, оновлення антивірусної бази даних або компонентів. Він простий і зручний для користувача.
NANO Антивірус надає безпеку в режимі реального часу. Якщо ця функція включена, то файли, до яких здійснюється доступ, незалежно, системою або користувачем, негайно перевіряються на наявність шкідливого коду. В список винятків, так звана «довірена зона», можна додати будь-який об'єкт, отже, внесені в список дані не перевіряються при скануванні файлів. Подібний метод дозволяє користувачам створити зону довірених файлів, в безпеці яких є впевненість та заощадити час, що витрачається на обробку великих архівів із даними.
Як і в багатьох інших антивірусах, у NANO Антивірус є функція карантину, що служить для ізоляції всіх підозрілих файлів в системі. Файли з карантину можна надіслати в службу технічної підтримки для більш глибокого аналізу і додавання в вірусну базу при необхідності.
Для тих, хто володіє правами, реалізована функція запуску від імені іншого користувача. Підтримується захист від зміни налаштувань; при включеній функції змінити налаштування можна тільки за допомогою пароля. Є можливість автоматичного копіювання (віддзеркалення) оновлень у вказану користувачем папку, яка може бути налаштована для використання джерелом оновлення. Ці функції корисні для зручної інтеграції комплексу в інфраструктуру.

## Функціональність
- Захист від всіх видів шкідливого програмного забезпечення, включаючи шифровані і поліморфні різновиди.
- Захист системи в режимі реального часу.
- Розширена підтримка засобів розпакування.
- Евристичний аналіз.
- Можливість створення користувацьких завдань сканування і оновлення.
- Багатокористувацький режим.
- Автоматичне оновлення вірусних баз.
- Дзеркалювання оновлень.
- Можливість вибору інтерфейсу програми.
- Англійська та російська локалізація інтерфейсу, перемикається «на льоту».
- Автоматична перевірка змінних носіїв при підключенні.
- Хмарні технології захисту[2].

## Поширення
NANO Антивірус поширюється безкоштовно, завантажити інсталяційний файл можна на офіційному сайті програми. NANO Антивірус повністю безкоштовним для домашніх користувачів. NANO Антивірус Pro являє собою платну версію продукту. Він володіє розширеним функціоналом і призначений для установки на домашні ПК, а також в будь-яких типах організацій. NANO Антивірус Pro можна придбати на офіційному сайті розробника.

## Підроблений NANO Antivirus
Після виходу антивіруса в мережі Інтернет з'явилася шкідлива програма, що визначалась, як Trojan.Binary.Win32.FakeAlert.nano. Її основне завдання полягало в тому, щоб ввести користувача в оману і, після сканування системи, вивести помилкові результати з нібито інфікованими даними на комп'ютері. Після повідомлення, троян пропонував користувачеві придбати антивірусну програму, яка дозволила б оперативно видалити знайдені загрози в системі.
Троян Trojan.Binary.Win32.FakeAlert.nano був виявлений співробітниками NANO Security наступним чином: на підставних заражених вебсайтах вискакувало спливаюче вікно з інформацією, що на комп'ютері виявлені віруси. У разі, якщо довірливий користувач клацав мишею по повідомленню, відбувалася переадресація на фішингову сторінку, яка імітувала онлайн-антивірусний сканер, який також виводив неправдиві дані про виявлення шкідливої програми і рекомендував встановити «антивірус» на комп'ютер. Після установки «антивірус» записував себе у всі можливі секції автозапуску системи і виробляв сканування з висновком неправдивих відомостей.

## Системні вимоги
- Процесор 1,2 ГГц і вище (рекомендується 2 ГГц і вище).
- ОЗП 512 МБ для Windows XP (рекомендується 1 Гб і вище).
- ОЗУ 1 Гб для Windows Vista і більш нових ОС Windows (рекомендується 2 Гб і вище).
- Операційна система Windows XP SP3 і вище (рекомендується Windows 7 і більш нові ОС)[2].

## Сертифікація та нагороди

### VB100
У квітні 2016 року NANO Антивірус Pro отримав свою першу нагороду VB100.
В огляді, присвяченому тесту, команда тестування дала таку коротку характеристику продукту: «NANO has impressed over the last few tests with a steady trend of improvement across the board, and this month did it well once again. Stability was impeccable, system impact quite acceptable, detection and pretty decent, including flawless coverage of the WildList sets. The clean sets have been a bit of a problem in previous tests, but this month all there was clear too. Thus, just a short time after first we started looking at this all-new product, NANO should be very proud to claim its first VB100 certification.»

### OPSWAT Inc.
У березні 2011 року NANO Антивірус успішно пройшов сертифікацію OPSWAT (колишній OESIS OK) в категорії «Антивіруси». В ході процесу тестування було показано, що NANO Антивірус:
- має повну сумісність з OESIS Framework;
- не містить усередині програми компоненти зі шкідливими об'єктами;
- працює з усіма операційними системами Microsoft Windows, які були заявлені розробниками[5].

За результатами сертифікації NANO Антивірус став сертифікованим партнером компанії OPSWAT.

### Intel®
У жовтні 2012 року NANO Антивірус був протестований із допомогою спеціального програмного забезпечення, наданого компанією Intel®. За результатами тестування було встановлено, що NANO Антивірус забезпечує прискорення роботи в 3,51 раз на 4-ядерних системах в порівнянні з одноядерними. За цим показником, згідно зі статистикою Intel®, NANO Антивірус увійшов до 27 % кращих програм з усіх протестованих подібним чином, і отримав офіційний статус Enhanced for Intel® Inside® Core™. Також компанія NANO Security отримала статус партнера компанії Intel® в категорії Software Premier Elite Partner.

### 1C
12 січня 2015 року NANO Антивірус отримав черговий сертифікат «1С: Сумісно» від компанії 1С. Сертифікат підтверджує, що NANO Антивірус забезпечує збереження даних у середовищі «1С: Підприємство», здійснюючи перевірку в реальному часі всіх об'єктів, до яких здійснюється доступ користувачем або системою. Сертифікат дійсний був до 12.01.2017 року.

## Участь в онлайн-сканерах перевірки файлів
NANO Антивірус бере участь у наступних онлайн-сканерах: VirusTotal, Metascan Online, Infovirus.

## Супутні продукти

### NANO Антивірус Pro
Платна версія NANO Антивірус з розширеною функціональністю. Використовує унікальну систему динамічного ліцензування.

### NANO Antivirus White Label
Платформа для розробки кобрендингових версій NANO Антивірус.

### NANO Antivirus Engine (SDK)
Продукт, призначений для розробки незалежних сторонніх антивірусних рішень, що базуються на технологіях NANO Антивірус. Також дозволяє інтегрувати антивірусні технології у вже існуючі сторонні рішення.

### Онлайн-сканер NANO Антивірус
Безкоштовний сервіс хмарної перевірки підозрілих файлів. Дозволяє перевіряти файли розміром до 20 Мб.

### NANO Antivirus Sky Scan
Безкоштовний додаток Магазину Windows. NANO Antivirus Sky Scan дозволяє відправляти підозрілі файли на перевірку сервісом онлайн-сканування NANO Антивірус. Також служить інструментом управління і швидкого доступу до встановленого на пристрої користувача NANO Антивірусу.
NANO Antivirus Sky Scan призначений для ОС Windows 8, Windows 8.1 і Windows 10.

## Цікаві факти
- Компанія «НАНО Сек'юріті» є випускником програми BizSpark корпорації Microsoft. Дата випуску — 18 серпня 2012 р.[12]